# Holopsamma pluritoxa
Holopsamma pluritoxa är en svampdjursart som först beskrevs av Gustavo Pulitzer-Finali 1982.  Holopsamma pluritoxa ingår i släktet Holopsamma och familjen Microcionidae. Inga underarter finns listade i Catalogue of Life.